# B.R.O.N.K.A.
B.R.O.N.K.A. (BLONK no original, em inglês) é uma uma organização criminosa do Universo Disney, combatida pelo agente secreto 00-Zero e sua assistente, Pata Hari. Chefiada pelo Grande Bronka, que nunca mostra o rosto nos quadrinhos.
A finalidade da B.R.O.N.K.A. é conquistar o mundo, numa alusão satírica aos filmes de espionagem.
Criada por Dick Kinney e Al Hubbard   os mesmos criadores do Peninha, 00-Zero e Pata Hari.
Estrearam no Brasil com O primeiro caso do 00-Zero; The case of purloined pearls nos Estados Unidos. E a produção brasileira começou pelo traço de Primaggio Mantovi (italiano) e história de Ivan Saidenberg, com A volta do 00-Zero, de 1975  .

## Nome em outros idiomas
- Inglês:Blonk
- Norueguês:GLONK
- Polonês:ABC